# Hebu (sockenhuvudort i Kina, Jiangxi Sheng, lat 27,79, long 116,40)
Hebu är en sockenhuvudort i Kina. Den ligger i provinsen Jiangxi, i den sydöstra delen av landet, omkring 110 kilometer sydost om provinshuvudstaden Nanchang. Antalet invånare är 7 630. Befolkningen består av 3 624 kvinnor och 4 006 män. Barn under 15 år utgör 28,0 %, vuxna 15-64 år 60 %, och äldre över 65 år 10,0 %.
Runt Hebu är det tätbefolkat, med 511 invånare per kvadratkilometer. Närmaste större samhälle är Shangdundu, 19,6 km nordväst om Hebu. Trakten runt Hebu består till största delen av jordbruksmark.
Genomsnittlig årsnederbörd är 2 281 millimeter. Den regnigaste månaden är juni, med i genomsnitt 426 mm nederbörd, och den torraste är oktober, med 17 mm nederbörd.